# Starszeje
Starszeje (ros. Старшее) – wieś (ros. село, trb. sieło) w zachodniej Rosji, w sielsowiecie romanowskim rejonu chomutowskiego w obwodzie kurskim.

## Geografia
Miejscowość położona jest wśród rzek: Chatusza, Gorkaja Jabłonia, Siew, Wieć i Waśko, 6,5 km od centrum administracyjnego sielsowietu romanowskiego (Romanowo), 10 km od centrum administracyjnego rejonu (Chomutowka), 115 km od Kurska.
W granicach miejscowości znajdują się ulice: Nowaja, Oziornaja (64 domostwa).

## Historia
Do czasu reformy administracyjnej w roku 2010 wieś Starszeje była centrum administracyjnym sielsowietu starszeńskiego, który w tymże roku został włączony w sielsowiet romanowski.

## Demografia
W 2010 r. miejscowość zamieszkiwało 147 osób.